# Grupo Desportivo Ganfeiense
Sediada no Lugar da Bouça, freguesia de Ganfei, concelho de Valença, esta associação foi fundada em 1 de Março de 1948, com natureza cultural, desportiva e recreativa.

## Localização e Infraestruturas
O G. D. Ganfeiense possui a sua sede situada na Avª São Teotónio, freguesia de Ganfei, concelho de Valença, composta por edifício onde possui um Salão Nobre, Snack Bar aberto diariamente e sala de TV.
Possui ainda um recinto polidesportivo, com iluminação, balneários, piso em tartan e vedação, servindo para a prática de diversas modalidades desportivas organizadas pela coletividade, bem como apoio ao desporto escolar em estreita colaboração com a Câmara Municipal de Valença.

## Atividades
Além de organizar vários eventos desportivos e culturais durante o ano, aquele que mais se destaca é o Convivio da Savelha, onde o convívio gastronómico e o concurso de pesca desportiva da savelha se misturam num único evento.

## Ligações Externas
- Documento de Registo do G.D. Ganfeiense